# Érvelés
Érvelésen vagy argumentáción a hétköznapi szóhasználatban általában hosszabb, bonyolultabb gondolatmeneteket értünk. Az érvelés egy természetes nyelven előadott gondolatmenetre utal, az egyik leggyakoribb kommunikációs készségünk,  pragmatikai készség alkalmazása.
Az érvelés egy verbális és társas cselekvés, amely kijelentések valamilyen elrendezésének segítségével erősíteni (vagy csökkenteni) kívánja egy vitatott nézet elfogadhatóságát a kommunikációs partner számára, akiről feltételezi, hogy osztozik az érvelővel bizonyos ész-alapú feltételek és szabályok elfogadásában, melyet a szociálpszichológia területén a pragmatika tárgyal.

## Az érvelés meghatározásának sokfélesége
Annak tekintetében, hogy milyen aspektusból közelítünk leírásához, többféle meghatározása létezik:
1. Logika felőli megközelítés: az egyes állítások közötti absztrakt viszonyok vizsgálata
  - ekkor az érvelés termék/produktum: úgy gondolunk az érvekre, mint állítások egy halmazára
2. Retorika, dialektika felőli megközelítés:  az egyes érvelők saját álláspontjuk mellett, illetve a másik álláspontja ellen hoznak fel érveket
  - retorika: a szónok mennyire képes beszédével meggyőzni az őt hallgató közönséget
  - dialektika: a két érvelő közti interakciót vizsgálja
3. az érvelés rekonstrukciója felőli megközelítés
  - deskriptív leírás: pusztán a vita lefolyását írjuk le
  - normatív leírás: a vitát abból a szempontból értékeljük, hogy az érvelési szituáció egyes résztvevőinek mit kellett volna tennie, mi lett volna a helyes lépés
    - ebben a tekintetben a logika, a retorika és a dialektika területein is előfordul deskriptív, illetve normatív megközelítés[1]

## Az érvelések elemei
Az érveléshez tartozó állítások két csoportra oszthatók. A konklúzió az érvelés bizonyítandó tétele, az az állítás, amelynek igazsága felől az érvelő meg akar győzni, az az állítás, amely az érvelés többi állításából következik. Az érveléshez tartozó többi állítás, a premisszák, az érvek hivatottak alátámasztani a konklúziót, ezek szolgáltatnak bizonyítékot, indokokat a konklúzióhoz, illetve ezek vonják maguk után a konklúziót. Az érvelések állításokból állnak, melyek információtartalommal rendelkező kijelentő mondatok, meghatározott igazságértékkel rendelkeznek.
Az érvelés elemzéséhez fel kell tárni a következtetés logikai szerkezetét, azaz a premisszák és konklúzió(k) közti kapcsolatot. Ehhez szükséges, hogy a szövegben felismerjük őket – ehhez nyújtanak segítséget a premissza- és konklúziójelzők.
Konklúziójelzők: „tehát”, „ezért”, „így”, „ebből látszik”, „következtetésképpen”, „a fentiekből látszik”, „ebből kifolyólag”, „arra jutunk, hogy”, stb.
(Nem mindig van a szövegben explicit, azaz megjelenített konklúzió, ilyenkor a premisszákból kell következtetnünk rá.)
Premisszajelzők: „minthogy”, „mivel”, „ezért”, „ez jelzi azt is”, „amennyiben”, „amiatt”, „következtében”, stb.

## Érvelésrekonstrukciós lépések
Érvelésrekonstrukció során az alábbi hét pontból álló elemzési sorrend ajánlott:
1. Szöveg elolvasása/ megértése/ gondolatmenet átlátása: bonyolult szerkezetű, nehezen áttekinthető, vagy információval túlterhelt szövegeket érdemes többször, legalább háromszor átolvasni, hasznos jegyzetelni. Mindezek segítik a feldolgozást, tehermentesítik a könnyen túlterhelhető memóriát.
2. Konklúzió megtalálása/ rekonstrukciója
3. Premisszák feltárása/ rekonstrukciója: logikailag fontos állítások, állításrészek kiemelése a szövegből. Ne szavakat és ne a szöveg mondatait húzzuk alá, hanem a szöveg állításai szempontjából fontos egységeket!
4. A mondatok átfogalmazása: kiemelni az érvelés szempontjából fontos információkat: ez a lépés teszi lehetővé, hogy az előző lépésben kiemelt szövegelemek nyelvtanilag helyes és teljes állításuk formájában legyenek megfogalmazhatók.
5. Explicitté tesszük a szöveg implicit konklúzióit és premisszáit
6. Érvelésszerkezet rekonstrukciója: szem előtt tartva a gondolatmenet egészét, rekonstruáljuk az érvelések premissza-konklúzió szerkezetét, gondosan megkülönböztetve a független és a kapcsolt premisszákat.
7. Érvelés értékelése: erős-e; következik-e a premisszákból a konklúzió, érvényes-e; igazak-e a premisszák?

Egy érvelésnek mindig többféle rekonstrukciója adható:
-	valamilyen módon el kell köteleződni ezek egyike mellett
-	megengedett műveletek: lényegtelen részek törlése, implicit információk hozzáadása, beszédaktusok sorrendjének átrendezése, átalakítása
-	jóindulat elvének betartása

## Érvelések két fő csoportja
Deduktív érvelésnek nevezzük azt, amelyben a premisszák garantálják a konklúzió igazságát, tehát az általánostól az egyéni fele haladunk. Ezzel ellentétben, induktív érvelésről akkor beszélünk, ha a premisszák csak valószínűsítik a konklúzió igazságát, nem garantálják azt. Az utóbbi esetben az egyénitől az általános fele haladunk.

## Pragmadialektika
A pragmadialektika standard, klasszikus elméletének célja a mindennapi, valóságos élethelyzetekben elhangzó érvelések elemzése és értékelése. A teória középpontjában az egymás érveire reflektáló ún. kritikus diskurzus áll, amelynek célja a véleménykülönbség racionális feloldása (difference of opinion) áll. Nem mindegy azonban, hogyan zajlik a vita résztvevői között a diskurzus. Ez a típusú döntési eljárás speciális szabályokat igényel Eemeren és Grootendoorst (1984, 2000) szerint, akik kifejlesztették a négy szakaszra tagolt kritikus vita ideális modelljét (idea modell of critical discussion). A modell szisztematikusan, pontról-pontra meghatározza a feleknek, hogy milyen pragmatikai és dialektikai szabályokat kell követniük. 

## Érvelés kritika
Fel kell tennünk két kérdést:
1. Valóban következik a premisszákból a konklúzió?
2. Tényleg igazak a premisszák?

Érvelési hiba:

Hibás egy megnyilatkozás a racionális vitában, ha a vita egésze szempontjából nem segíti, hanem nehezíti a vita céljának elérését, a helyes álláspont megtalálását. Ilyenkor nem teljesülnek a beszédaktus feltételei, a megnyilatkozás megsérti a racionális vita szabályait, nem helytálló az érvelés, és implauzibilis – miközben ezek ellenkezője látszik.